# لجنة الدفاع عن حقوق الإنسان في شبه الجزيرة العربية
لجنة الدفاع عن حقوق الإنسان في شبه الجزيرة العربية (تُعرف اختصارًل بـ CDHRAP) هي منظمة غير حكومية تهدف إلى الدفاع عن حقوق الإنسان في السعودية بشكل خاص وفي دول الخليج بشكل عام. تتخد اللجنة من بيروت عاصمة لبنان مقرًا لها.

## هيكل القيادة
اعتبارًا من 2010 يشغل السي محمد عبد العظيم آل حسين منصب مدير لجنة الدفاع عن حقوق الإنسان في شبه الجزيرة العربية.

## الإجراءات
تهدفُ لجنة الدفاع عن حقوق الإنسان في شبه الجزيرة العربية -وكما يدل على ذلك اسمها- إلى الدفاع عن حقوق الإنسان في المملكة العربية السعودية. اللجنة هي منظمة غير حكومية أُنشئت عام 1992 ويقعُ مقرها في بيروت. تُؤمن اللجنة بضرورة الدفاع عن حقوق المواطن العربي في كل الدول العربية كما تُؤمن بكلّ المعاهدات والاتفاقيات الدولية التي تمّ توقيعها في هذا الصدد طالما أنها لا تتعارض مع الشريعة الإسلامية. تُحاول اللجنة توثيق انتهاكات حقوق الإنسان في شبه الجزيرة العربية وخاصة ضد الأقلية الشيعية، كما تُحاول مكافحة التمييز على أساس العرق أو الدين. بشكل عام تعمل اللجنة على نشر أخبار ونشرات شهرية وسنوية بالإضافة إلى وثائق باللغات الإنجليزية، العربية والفارسية كما تهدف إلى التعاون مع باقي منظمات حقوق الإنسان الدولية من أجل الارتقاء بحق المواطن في الدول العربية.

## رد فعل الحكومة السعودية
في عام 2001؛ تنافست حوالي عشرة شركات برمجية في الولايات المتحدة من أجل تقديم برنامج الرقابة على الإنترنت في المملكة العربية السعودية التي طلبت ذلك. حسبَ نيويورك تايمز فإن اللجنة الدولية لحقوق الإنسان في شبه الجزيرة العربية قد عارضت هذا الأمر ورفضته قبل أن يتمّ حظر موقعها داخل السعودية.